# Томашівці
Томаші́вці — село в Україні, у Войнилівській селищній громаді Калуського району Івано-Франківської області. Населення становить 1342 особи. Орган місцевого самоврядування — Войнилівська селищна громада.

## Географія
Вулиці
У селі є вулиці:
- Гургули
- Добровольського
- Довпотівська
- Дубинська
- Зарічна
- Зелена
- Івана Франка
- Лесі Українки
- Миру
- Михайла Грушевського
- Молодіжна
- Набережна
- Назарія Яремчука
- Незалежності
- Нова
- Ремезовського
- Січових Стрільців
- Тараса Шевченка
- Ткачука
- Церковна
- Ярослава Мудрого
- Нове Село

## Історія
На теренах села виявлено крем'яні сокири та бронзовий меч доби бронзи, наявні 14 курганів і печера.
Перша письмова згадка належить до 19 січня 1439 року. Село було королівською власністю, однак перед 1469 роком було виміняне Бучацькими.
У 1515 році в селі оброблялося 3 лани (близько 75 га), ще 3 лани були вільними.
У 1890-х роках утворені польські колонії при дорозі на Копанки Сиглів і Дубина, а також Нові Томашівці, Грушка і Перебісна.
Австрійська армія конфіскувала в серпні 1916 року в томашівській церкві 6 давніх дзвонів діаметром 70, 40, 38, 33, 33 см, вагою 155, 29, 27, 22, 20 кг і ще 4 — у церкві в Кам'яному діаметром 42, 38, 32, 31, вагою 32, 30, 15, 14 кг. Після війни польська влада отримала від Австрії компенсацію за дзвони, але громаді села грошей не перерахувала.
Після окупації Західноукраїнської Народної Республіки поляками в 1919 році в селі був осередок постерунку поліції та ґміни Томашовце Калуського повіту.
У 1939 році в селі проживало 3800 мешканців (1950 українців, 1570 поляків, 200 латинників, 60 євреїв і 20 інших національностей).
10 квітня 1944 року окружною боївкою разом з відділом «Гайдамаки» чисельністю 110 осіб здійснили акцію проти польської колонії Нові Томашівці, в ході якої ліквідовано 40 осіб і спалено 300 господарств. Причиною акції було гніздування польської боївки, яка вела антиукраїнський терор та вбила двох членів ОУН з с. Голинь.
За часів СРСР до складу Томашівців включено село Нові Томашівці. Жителі села боролися за волю в рядах ОУН-УПА. Комуністичній імперії постійно бракувало земель і народів-заручників, тому кидали підвладних на завоювання непідкорених. 14 жовтня 2015 року на будівлі Томашівської школи відкрито меморіальну таблицю Яремі Любомировичу Ткачуку — загинув 1989 року в Афганістані. 17.08.2022 в селі поховали загиблого на російсько-українській війні Василя Шевчука.

## Соціальна сфера
- Дві церкви: церква Покрови Пресвятої Богородиці збудована 1884 року в присілку Кам'яне — пам'ятка архітектури місцевого значення під охоронним № 791[14], а в центрі села збудована 1906 року церква Введення в Храм Пречистої Діви Марії (храмове свято 4 грудня).[15]
- Народний дім (збудований у 1930 році)[16]
- Школа I-II ступенів[17]. на 320 учнівських місць[18]. 20.08.2023 встановлена меморіальна дошка Василеві Шевчуку.[19]
- Дитячий садок[20][21]
- ФАП
- 440 дворів, 1359 мешканців.

## Пам'ятки
- Рукотворний грот[22]

## Відомі люди
- Гелена Атаманчук (псевдо: «Олеся») — зв'язкова УПА, політв'язень[23].
- о. Анатолій Гургула — підпільний священник, слуга Божий української греко-католицької церкви[24].
- Ігор Козань — лікар-хірург, завідувач хірургічного відділення «Феофанії».
- Стебельський Богдан — український маляр-графік, мистецтвознавець, журналіст і культурний діяч[25].
- кс. Каспер Щепковський — єзуїт.[26]